# Lista gmin w stanie Nuevo León

Lokalizacja stanu Nuevo León na mapie Meksyku

Gminy stanu Nuevo León oznaczone kodami Meksykańskiego Instytutu Statystycznego

Meksykański stan Nuevo León podzielony jest na 46 gmin (hiszp. municipios).
| INEGI (kod statystyczny) | Nazwa gminy              | Siedziba władz           | Liczba ludności |
| ------------------------ | ------------------------ | ------------------------ | --------------- |
| 001                      | Abasolo                  | Abasolo                  | 2746            |
| 002                      | Agualeguas               | Agualeguas               | 3537            |
| 003                      | Allende                  | Allende                  | 29 568          |
| 004                      | Anáhuac                  | Anáhuac                  | 17 983          |
| 005                      | Apodaca                  | Apodaca                  | 418 784         |
| 006                      | Aramberri                | Aramberri                | 14 692          |
| 007                      | Bustamante               | Bustamante               | 3326            |
| 008                      | Cadereyta Jiménez        | Cadereyta Jiménez        | 73 746          |
| 009                      | El Carmen                | El Carmen                | 6996            |
| 010                      | Cerralvo                 | Cerralvo                 | 8009            |
| 011                      | China                    | China                    | 10 697          |
| 012                      | Ciénega de Flores        | Ciénega de Flores        | 14 268          |
| 013                      | Doctor Arroyo            | Doctor Arroyo            | 33 269          |
| 014                      | Doctor Coss              | Doctor Coss              | 1639            |
| 015                      | Doctor González          | Doctor González          | 3092            |
| 016                      | Galeana                  | Galeana                  | 38 930          |
| 017                      | García                   | García                   | 51 658          |
| 018                      | General Bravo            | General Bravo            | 5385            |
| 019                      | General Escobedo         | General Escobedo         | 299 364         |
| 020                      | General Terán            | General Terán            | 14 022          |
| 021                      | General Treviño          | General Treviño          | 1476            |
| 022                      | General Zaragoza         | General Zaragoza         | 5733            |
| 023                      | General Zuazua           | General Zuazua           | 6985            |
| 024                      | Guadalupe                | Guadalupe                | 691 931         |
| 025                      | Hidalgo                  | Hidalgo                  | 15 480          |
| 026                      | Higueras                 | Higueras                 | 1427            |
| 027                      | Hualahuises              | Hualahuises              | 6631            |
| 028                      | Iturbide                 | Iturbide                 | 3533            |
| 029                      | Juárez                   | Juárez                   | 144 380         |
| 030                      | Lampazos de Naranjo      | Lampazos de Naranjo      | 4428            |
| 031                      | Linares                  | Linares                  | 71 061          |
| 032                      | Los Aldama               | Los Aldamas              | 1675            |
| 033                      | Los Herrera              | Los Herreras             | 1877            |
| 034                      | Los Ramones              | Los Ramones              | 6227            |
| 035                      | Marín                    | Marín                    | 5398            |
| 036                      | Melchor Ocampo           | Melchor Ocampo           | 1052            |
| 037                      | Mier y Noriega           | Mier y Noriega           | 7047            |
| 038                      | Mina                     | Mina                     | 5384            |
| 039                      | Montemorelos             | Montemorelos             | 53 854          |
| 040                      | Monterrey                | Monterrey                | 1 133 814       |
| 041                      | Parás                    | Parás                    | 950             |
| 042                      | Pesquería                | Pesquería                | 12 258          |
| 043                      | Rayones                  | Rayones                  | 2576            |
| 044                      | Sabinas Hidalgo          | Sabinas Hidalgo          | 32 040          |
| 045                      | Salinas Victoria         | Salinas Victoria         | 27 848          |
| 046                      | San Nicolás de los Garza | San Nicolás de los Garza | 476 761         |
| 047                      | San Pedro Garza García   | San Pedro Garza García   | 122 009         |
| 048                      | Santa Catarina           | Santa Catarina           | 259 896         |
| 049                      | Santiago                 | Santiago                 | 37 886          |
| 050                      | Vallecillo               | Vallecillo               | 1859            |
| 051                      | Villaldama               | Villaldama               | 2076            |